# Mystical Fighter
Mystical Fighter, originalmente lançado no Japão como Maō Renjishi (魔王連獅子, Demon King Renjishi), também conhecido pelos nomes Legend of Kabuki, Mau Renjitsu, Maou Action e Maou Renjishi é um jogo eletrônico de beat 'em up lançado em 25 de outubro de 1991 no Japão e em 1992 na América do Norte para o Mega Drive.
Nele, os jogadores jogam com os guerreiros do teatro Kabuki Shiro-Jishi e Aka-Jishi, trajando  os tradicionais kimonos e cabeleiras de leão. O jogo segue o estilo beat-em-up, no qual são enfrentados samurais, ninjas, sumocas; membros da máfia e até mesmo criaturas da mitologia japonesa. A versão americana, publicada pela DreamWorks Interactive, apresenta algumas diferenças como a tela-título e o acentuado grau de dificuldade se comparada à versão original lançada no Japão.
A história, os designs e os personagens são baseados na mitologia japonesa.

## Jogabilidade
Como na maioria dos jogos do gênero, o jogador (que controla um kabuki) pode usar combos, flips e swings para lutar contra adversários difíceis, lutando contra eles em grupos de três a cinco. Surpreendentemente, as lutas de chefes são geralmente mais fáceis do que os inimigos normais, há chefes no final de cada estágio. Também existe um limite de tempo, normalmente cerca de quarenta segundos, para o jogador terminar a fase. Se o tempo chegar a zero antes de o jogador passar de fase, o jogador perderá automaticamente o jogo, pois será declarado derrota. Semelhante ao Golden Axe, o jogador pode usar um poder mágico especial, mas em vez de garrafas, o jogador deve pegar manualmente os pergaminhos. Quanto mais pergaminhos o jogador tiver, mais forte será o ataque mágico; se o jogador escolher usar este ataque, todos os pergaminhos serão consumidos.
Existem também estágios bônus ocultos que podem ser acessados se o jogador se aproximar de certas portas ou salas. Esses estágios bônus contêm pergaminhos mágicos, itens para reabastecer a barra de saúde do personagem ou armas. Existem também armadilhas e buracos nos quais o jogador ou os inimigos podem cair. As armadilhas e poços nem sempre atrapalham o jogador e, de fato, podem ser benéficos se o jogador jogar um inimigo diretamente no poço.

## Recepção
A revista japonesa Beep! MegaDrive deu uma nota de 7,25. O site Sega-16 deu uma nota de 7 de 10.